# Slag bij Magetobriga
De Slag bij Magetobriga of de Slag bij Amagetobriga vond plaats in 63 v.Chr. in Magetobriga, volgens Charles Athanase Walckenaer het huidige Amage (Haute-Saône). Een coalitie van Sueben,Sequani en Arverni onder leiding van Ariovistus stond tegenover strijders van de Aedui.

## Achtergrond
Volgens historicus Strabo draaide het conflict over de controle over de rivier de Arrar tussen de Aedui, enerzijds en de Sequani anderzijds. De Sequani riepen de hulp in van de Sueben en de Arverni en de Aedui werden verpletterend verslagen.

## Vervolg
Ariovistus eiste als beloning het land van de Aedui op, zodat de Germanen zich op de linkeroever van de Rijn konden vestigen. Korte tijd later werd nog eens 1/3 van het grondgebied van de Sequani opgeëist.
Ondertussen ging de druïde van de Aedui, Diviciacus, de situatie gaan bepleiten voor de Romeinse senaat. De ambitieuze Julius Caesar had wel oren voor de zaak. Toen hij in 59 v.Chr. naast Gallia Cisalpina en Illyria ook gouverneur werd van Gallia Transalpina (het Gallië over de Alpen, de Provincia), zal hij zich vooral bezighouden met de verovering van de rest van Gallië. Julius Caesar zal Ariovistus in 58 v.Chr. verslaan tijdens de Slag bij Vesontio.